# Bussolyckan på länsväg 288
Bussolyckan på länsväg 288 inträffade runt kl 06:45 den 27 februari 2007, mellan Rasbo kyrka och Alunda, nordost om Uppsala. I olyckan krockade två bussar från Upplands Lokaltrafik som bägge körde linje 811 mellan Öregrund/Östhammar och Uppsala, en i vardera riktningen. Det var vinterväglag, ca två minusgrader och snöade lätt. Förebyggande saltning av vägen hade utförts under natten. Körbanan mot Uppsala var plogad, men inte körbanan mot Östhammar. I olyckan dödades sex personer och tjugo personer skadades och ett trettiotal chockades svårt. Vid kollisionen omkom fem personer i bussen mot Uppsala och en person i bussen mot Östhammar. Den ena busschauffören skadades under det att den andra klarade sig med endast lindrigare skador. I bussarna färdades främst personer som pendlade mellan sina jobb i Uppsala och Öregrund.
Den 28 april 2008 fälldes i Uppsala tingsrätt den ena busschauffören som skyldig till den svåra busskrocken. Chauffören dömdes för vållande till annans död, vållande till kroppsskada och vårdslöshet i trafik. Rätten anser att föraren manövrerat bussen fel och inte anpassat hastigheten. Rätten sade sig ha tagit hänsyn till att chauffören själv skadats och att denne förlorat sitt arbete på grund av olyckan.
Under 2009 blev chauffören frikänd av Svea hovrätt, som ogillade den fällande domen av Uppsala tingsrätt. Enligt Svea hovrätt orsakade inte busschauffören olyckan utan krocken skedde på grund av ett antal samverkande olyckliga faktorer.
Länsväg 288 har ett trafikflöde som uppgår till 4000-5000 ÅDT. Trafikverket bygger om vägen Jälla-Hov-Alunda-Gimo-Börstil i fyra etapper. Den första etappen påbörjades under 2012 och för närvarande (mars 2022) inväntar man beslut för byggande av den fjärde etappen mellan Gimo och Börstil.